# Yutaka Toyota
Yutaka Toyota, nascido originalmente como Yutaka Toyoda, (Tendo, Yamagata, 14 de maio de 1931) é um artista com especializações em pintura, escultura, desenho, gravura e cenografia. Toyota, radicado no Brasil, é reconhecido por sua contribuição significativa para as artes visuais, destacando-se por sua habilidade técnica exímia e sua expressão artística singular. Sua obra abrange uma ampla variedade de estilos e temas, refletindo uma profunda introspecção cultural e uma perspectiva globalizada.

## Biografia
Yutaka Toyota, é um artista plástico conhecido por sua expressiva obra multidimensional, nasceu em 14 de maio de 1931, na cidade de Tendo, ao norte do Japão. Embora seu sobrenome original seja Toyoda, desde o início de sua carreira no Brasil, ele foi adotado como Toyota, conforme registrado pela imprensa. Desde tenra idade, Toyota demonstrou uma inclinação natural para a arte, encontrando inspiração nas paisagens sazonais de sua região e nas atividades artesanais de seu pai, um marceneiro. Seu interesse precoce pela pintura foi cultivado ao observar seu tio, Jin Ichi Oe, um pintor, e Toyota logo começou a explorar suas próprias habilidades artísticas.
Após concluir seus estudos na Universidade de Artes de Tóquio - Geidai, onde se especializou em Arte e Artesanato, Toyota mergulhou na cena artística japonesa. Sua busca pela expressão artística o levou a explorar diferentes técnicas e meios, desde pintura até cenografia. Essa jornada criativa eventualmente o levou a uma colaboração com o Instituto de Pesquisas Industriais de Shizuoka, onde coordenou a implantação de uma fábrica no Brasil.
Em 1958, Toyota mudou-se para o Brasil, onde sua paixão pela arte continuou a florescer. Em São Paulo, ele mergulhou de cabeça na cena artística local, desenvolvendo um estilo distintamente abstrato e geométrico que refletia sua busca pela harmonia cósmica. Sua obsessão pelo "Círculo", um símbolo de equilíbrio e unidade, tornou-se uma característica notável de sua obra.
Durante sua estadia na Europa, especialmente em Milão, Itália, entre 1965 e 1968, Toyota teve a oportunidade de se familiarizar com os movimentos de vanguarda da época, como a op-art e a arte cinética. Essas influências europeias contribuíram para enriquecer ainda mais sua abordagem artística, levando-o a experimentar com novos materiais e formas.
O retorno de Toyota ao Brasil marcou o início de uma fase prolífica em sua carreira. Suas esculturas monumentais e instalações públicas começaram a adornar espaços urbanos, transmitindo sua visão artística. Ao longo das décadas seguintes, Toyota continuou a receber reconhecimento e prêmios por seu trabalho, tanto no Brasil quanto internacionalmente.
Sua dedicação à arte e seu compromisso com o intercâmbio cultural entre o Brasil e o Japão foram reconhecidos, culminando em sua naturalização como cidadão brasileiro em 1971 e em várias homenagens ao longo de sua carreira.

## Espaço Cósmico 81
A obra de arte conhecida como Espaço Cósmico 81, criada por Yutaka Toyota em 1981, foi uma das peças imponentes já instaladas na paisagem urbana de Brasília. Sua presença marcante no balão de acesso ao Aeroporto Internacional de Brasília Juscelino Kubitschek foi notável, e também se tornou um marco cultural na capital brasileira.
A Escultura Monumental Espaço Cósmico 81, foi criada como parte de uma série de suas obras que exploravam conceitos cósmicos e universais. Com dimensões impressionantes de 2,20 metros cúbicos, a escultura consistia em um cubo maciço e outro vazado, suspenso no ar, criando interação com o espaço ao seu redor.

### Significado e Estilo
A obra refletia sua busca por integrar elementos da natureza e do cosmos em sua arte. A composição da Espaço Cósmico 81, com suas formas geométricas e abstratas, convidava os espectadores a contemplar a vastidão do universo e a refletir sobre seu lugar nele. O uso do alumínio e o jogo de luz e sombra criavam uma sensação de movimento e fluidez, conferindo à escultura uma dinâmica característica.

### Impacto na Comunidade
Desde sua instalação no balão de acesso ao aeroporto, a Espaço Cósmico 81 foi integrada à identidade visual de Brasília. Sua presença era notável e atraía visitantes e moradores locais, que apreciavam sua estética. Além disso, a escultura se tornou um ponto de referência, sendo reconhecida como um símbolo da criatividade e inovação artística na cidade.

### O Desaparecimento e a Esperança de Retorno
No entanto, o destino da Espaço Cósmico 81 mudou drasticamente em meados de 2005, quando a escultura foi removida para a realização de reformas no balão de acesso ao aeroporto. Desde então, ela desapareceu misteriosamente, deixando um vazio tanto físico quanto simbólico na paisagem de Brasília.
O Ministério Público do Distrito Federal e Territórios, por meio da 1ª Promotoria de Justiça de Defesa do Meio Ambiente e Patrimônio Cultural, instaurou um procedimento para investigar o paradeiro da Escultura Monumental Espaço Cósmico 81. A obra foi retirada para reformas em 2005, porém até o momento não foi reinstalada. A investigação busca esclarecer o possível crime de furto e envolve diversos órgãos, incluindo a 10ª Delegacia de Polícia e a Secretaria de Cultura.
Apesar das investigações em andamento e dos esforços das autoridades e da comunidade artística, o paradeiro da Espaço Cósmico 81 permanece desconhecido até hoje. No entanto, a esperança de seu retorno nunca desapareceu completamente. Muitos continuam a aspirar pelo dia em que essa obra será reinstalada em seu lugar de direito.

## Exposição Marcante no MON
Em um momento de celebração artística e cultural, o Museu Oscar Niemeyer (MON) recebeu uma exposição significativa dedicada a Yutaka Toyota. Realizada em 2020, essa exposição foi notável no cenário cultural brasileiro, atraindo tanto admiradores da arte quanto críticos especializados.
Intitulada "Yutaka Toyota - O Ritmo do Espaço", a exposição apresentou ao público uma seleção de 86 obras do artista. Cada peça, representando a expressão do talento e da criatividade do artista, foi disposta de forma a oferecer uma experiência imersiva para os visitantes do MON.
Uma das características notáveis da exposição foi a diversidade de suportes e técnicas apresentadas. Esculturas, pinturas, desenhos, gravuras e cenografias foram integradas, mostrando a versatilidade do trabalho do artista ao longo de sua carreira.
Sob a curadoria de Denise Mattar, a exposição não foi apenas uma retrospectiva cronológica, mas uma narrativa visual que explorou as várias facetas da obra. O público foi convidado a participar de uma experiência artística, explorando os temas e as questões presentes na obra.
A presença de uma obra instalada na área externa do MON acrescentou uma dimensão adicional à exposição, estabelecendo um diálogo interessante entre a arte e o espaço arquitetônico ao redor. Os visitantes foram incentivados a explorar não apenas o interior do museu, mas também seus arredores, em busca de novas perspectivas.
A exposição recebeu uma resposta positiva tanto do público quanto da crítica, sendo elogiada pela originalidade, coesão e impacto visual. O Museu Oscar Niemeyer demonstrou sua importância como um centro de cultura e arte, proporcionando ao público a oportunidade de se envolver com a arte.

## Espaço Sideral (Maksoud Plaza)
O Maksoud Plaza,  foi um hotel de São Paulo, possui uma história significativa e uma presença marcante na paisagem urbana da cidade. Era localizado na rua São Carlos do Pinhal, n° 424, a apenas uma quadra da avenida Paulista, o Maksoud Plaza também era reconhecido como um ícone cultural e arquitetônico.
Ao longo dos anos, o Maksoud Plaza hospedou uma variedade de eventos e personalidades proeminentes, desde líderes políticos até celebridades internacionais. O ambiente sofisticado do hotel o tornou uma escolha de referência para aqueles que procuravam luxo e conforto na cidade.
Uma característica notável do Maksoud Plaza era sua coleção de obras de arte, que decoravam tanto seus espaços internos quanto externos, proporcionando uma atmosfera única e sofisticada ao ambiente. Entre essas obras, uma se destacava de maneira singular: a escultura Espaço Sideral.
A escultura Espaço Sideral, feita de alumínio e com imponentes 50 metros de altura, era uma notável obra de arte localizada no átrio do hotel. Proporcionava uma experiência visual única para hóspedes e visitantes. Com sua forma abstrata e contornos fluidos, a escultura parecia evocar os mistérios do universo.

### A Arte Monumental
A escultura Espaço Sideral de 1978, é uma obra de tamanho monumental que vai além dos limites físicos e convida os espectadores a uma jornada de contemplação e reflexão. Criada em aço inoxidável, esta impressionante peça de arte possui dimensões consideráveis, medindo 50 metros de altura por 4 metros de diâmetro.
Ao observar esta escultura magnífica, os espectadores é imediatamente atraídos pela sua presença imponente e pela delicadeza de suas formas.
O Espaço Sideral é uma escultura que evoca o universo. Através de sua forma única e grandiosa, de certa forma, convida o público a refletir sobre os mistérios do cosmos e a contemplar a vastidão do espaço.
Jacob Klintowitz, em seu livro "A leveza da matéria", analisa a obra de Toyota, destacando aspectos como a reflexão sobre a essência do real e a consideração do oculto como parte do existente. Ele observa também o processo criativo do artista, que inclui a integração de intuição, sonho e execução meticulosa para alcançar a forma desejada.
Ao contemplar o Espaço Sideral, observamos uma interação entre visibilidade e invisibilidade, entre luz e sombra, entre presença e ausência de cor. A obra apresenta uma abordagem desafiadora das percepções, convidando o espectador a explorar os limites da compreensão humana.

### O Destino Incerto do Espaço Sideral
A escultura Espaço Sideral, desfrutou de décadas de destaque no lobby do Maksoud Plaza, tornando-se uma parte inseparável da identidade do hotel e da paisagem urbana de São Paulo.
Com seus imponentes 50 metros de altura e 4 metros de diâmetro, o Espaço Sideral era uma obra de dimensões consideráveis. Sua presença e design convidavam os espectadores a contemplar os mistérios do cosmos e a apreciar a grandiosidade da criação artística.
No entanto, com o encerramento das operações do Maksoud Plaza, a escultura se viu diante de um destino incerto. Em uma tentativa de liquidação de ativos, a empresa proprietária do hotel decidiu leiloar o Espaço Sideral, juntamente com outros itens valiosos.
Embora a obra tenha sido avaliada em um valor considerável, refletindo sua importância histórica e cultural, lamentavelmente, não houve interessados durante o leilão. Agora, desmontada e armazenada em um depósito, a escultura enfrenta um futuro incerto, longe do local onde estava instalada e das pessoas que a apreciavam.
É uma situação que nos leva a ponderar sobre o destino das obras de arte e seu papel na preservação da história e da cultura. Embora o Espaço Sideral ainda não tenha encontrado um novo destino, espera-se que, eventualmente, uma solução seja encontrada para garantir sua preservação e acesso ao público.

## Espaço In e Yo
O Espaço In e Yo, também conhecido como Espaço Ineyo. Trata-se de uma serigrafia abstrata que faz parte da série de pinturas do artista, datada de 2021. Com dimensões de 70 cm x 50 cm, a obra apresenta padrões geométricos e linhas paralelas, com um notável contraste entre cores quentes no centro e cores mais frias nas bordas.
A obra Espaço In e Yo é uma serigrafia que exibe padrões lineares e geométricos. No centro da composição, há faixas verticais em tons de amarelo, laranja, e vermelho, enquanto as bordas são dominadas por padrões angulares em tons de roxo, azul e rosa. As linhas paralelas criam um efeito visual que transmite a sensação de movimento ou pulsação à imagem.

### Descrição Técnica
- Tipo: Pinturas;[20][21]
- Título: Espaço In e Yo;[20][21]
- Conhecida como: Espaço Ineyo,[20][21] TOYT19;[22][21]
- Artista: Yutaka Toyota;[20][21]
- Técnica: Serigrafia;[20][21]
- Ano: 2021;[20][21]
- Década: 20;[20][21]
- Século: 21;[20][21]
- Dimensão: 70 cm x 50 cm.[20][21]

### Significado
Essa obra foi concebida como uma representação do conceito japonês de In-Yo, que simboliza a coexistência de elementos opostos. Através dela, o artista busca comunicar um significado mental e espiritual do espaço, explorando a dualidade entre diferentes forças e polaridades na natureza e na vida humana.

### Influência de Obras Anteriores
É possível que a série de serigrafias Espaço In e Yo tenha sido influenciada pela escultura Espaço In Infinito, criada por Toyota em 1967. Esta escultura, feita de aço inoxidável, madeira e pintura, faz parte da série In e Yo, que explora conceitos similares de dualidade e coexistência de opostos. A continuidade da série Ineyo ao longo das décadas sugere um interesse contínuo do artista por esses temas.

## A Recepção Crítica das Obras de Yutaka Toyota
Na crítica de arte, é importante reconhecer que as análises podem ser parciais, refletindo as inclinações e visões individuais dos críticos. Essa diversidade de perspectivas convida o espectador a contemplar a obra com sua própria opinião, permitindo uma apreciação mais pessoal e significativa da arte. Embora, desde o surgimento de Yutaka Toyota no cenário artístico, sua obra tem sido objeto de intensa análise e crítica por parte de estudiosos, críticos de arte e até mesmo do público em geral. As interpretações variadas e as reações diversificadas à sua arte refletem a complexidade e a profundidade de suas criações.

### Elsie Lessa: Um Convite à Infância
Elsie Lessa, ao se deparar com a obra de Yutaka Toyota na X Bienal em 1969, expressou em suas palavras uma sensação de encantamento e nostalgia. Ela descreveu a experiência de contemplar uma das obras de Toyota como um "convite à infância", evocando memórias de brincadeiras e inocência perdida. Sua descrição da "bola de gude gigante do japonês Toyota" como uma fonte de "êxtase puro" destaca a capacidade da arte de Toyota de despertar emoções profundas e universais.

### Jayme Maurício: Uma Viagem ao País da Luminosidade Espelhada
Por outro lado, Jayme Maurício ofereceu uma interpretação mais introspectiva da obra de Toyota. Ao descrever a experiência de atravessar uma das instalações do artista, Maurício descreve uma sensação de desorientação e autodescoberta. Ele compara a travessia dos elementos da obra de Toyota a uma jornada rumo ao desconhecido, onde o visitante perde suas "coordenadas" e é confrontado com visões deformadas de si mesmo. Essa análise sublinha a capacidade de Toyota de transcender os limites da percepção convencional e desafiar o espectador a explorar novos territórios da mente e da alma.

### Mário Schenberg: Uma Relatividade Fundamental
Mário Schenberg oferece uma perspectiva mais científica da obra de Toyota, relacionando-a à teoria da relatividade de Einstein e à mecânica quântica. Ele sugere que as esculturas de Toyota incorporam uma "relatividade fundamental", onde a observação é modificada pelo próprio ato de observar. Essa análise destaca a complexidade conceitual da obra de Toyota, que transcende os limites da arte convencional e se aproxima da fronteira entre arte e ciência.

### Oscar Niemeyer: A Simplicidade Natural
O arquiteto Oscar Niemeyer elogia a obra de Toyota por sua simplicidade e integração com o ambiente circundante. Ele destaca a capacidade do artista de utilizar materiais como aço e alumínio para criar formas que se adaptam harmoniosamente ao espaço arquitetônico. Essa análise ressalta a abordagem pragmática e funcional da arte de Toyota, que busca integrar-se organicamente ao ambiente em que está inserida.

### Jacob Klintowitz: Uma Emoção Essencial Feita de Aço e Alumínio
Jacob Klintowitz enfatiza a empatia e a conexão emocional que a obra de Toyota estabelece com o público. Ele destaca a habilidade do artista em combinar elementos aparentemente contraditórios para criar uma experiência visual e sensorial única. Sua análise destaca a importância dos materiais utilizados por Toyota, como aço e alumínio, na criação de obras que cativam e encantam o espectador.

## Exposições

### Exposições Individuais
- 1957 — Tóquio (Japão) — Individual, na Galeria Matsuya;[23]
- 1961 — Buenos Aires (Argentina) — Individual, na Galeria Velázquez;[23]
- 1963 — São Paulo SP — Individual, na Galeria Ambiente;[23]
- 1964 — Porto Alegre RS — Individual, no MAM/RS;[23]
- 1964 — São Paulo SP — Individual, na São Luiz;[23]
- 1965 — Rio de Janeiro RJ — Individual, na Galeria Goeldi;[23]
- 1965 — Roma (Itália) — Individual, na Galeria D´Arte della Casa do Brasil;[23]
- 1966 — Milão (Itália) — Individual, na Galeria D´Arte Il Quartiere delle Botteghe;[23]
- 1967 — Bérgamo (Itália) — Individual, na Galeria 2B;[23]
- 1967 — Bréscia (Itália) — Individual, na Galeria Sicron;[23]
- 1967 — Milão (Itália) — Individual, na Galeria D´Arte Il Grattaciello;[23]
- 1968 — Lago Maggiore (Itália) — Individual, na Galeria M5;[23]
- 1968 — Lecco (Itália) — Individual, na Galeria D´Arte Stefanoni;[23]
- 1968 — Milão (Itália) — Individual, na Galeria M5;[23]
- 1969 — Rio de Janeiro RJ — Individual, na Galeria Copacabana Palace;[23]
- 1969 — São Paulo SP — Individual, na Galeria Mirante das Artes;[23]
- 1970 — Bogotá (Colômbia) — Individual, na Galeria San Diego;[23]
- 1970 — Rio de Janeiro RJ — Individual, na Galeria Bonino;[23]
- 1970 — São Paulo SP — Individual, na Galeria Astréia;[23]
- 1971 — Medellín (Colômbia) — Individual, no Museu de Zea;[23]
- 1971 — Rio de Janeiro RJ — Individual, na Galeria Ipanema;[23]
- 1971 — São Paulo SP — Individual, na Galeria Documenta;[23]
- 1971 — São Paulo SP — Individual, na Galeria Eucatexpo;[23]
- 1972 — Rio de Janeiro RJ — Individual, na Galeria Grupo B;[23]
- 1972 — São Paulo SP — Individual, na Galeria Astréia;[23]
- 1972 — Washington DC (Estados Unidos) — Individual, na União Panamericana;[23]
- 1973 — Brasília DF — Individual, na Galeria do Hotel Nacional;[23]
- 1973 — Rio de Janeiro RJ — Individual, na Galeria Vernissage;[23]
- 1973 — Tóquio (Japão) — Individual, na Galeria Marukyu—Matsukaya;[23]
- 1975 — Rio de Janeiro RJ — Individual, na Galeria Contemporânea;[23]
- 1975 — São Paulo SP — Individual, na Galeria A Ponte;[23]
- 1976 — Brasília DF — Individual, na Galeria Oscar Seráphico;[23]
- 1976 — Rio de Janeiro RJ — Individual, na Galeria Bonino;[23]
- 1978 — São Paulo SP — Individual, no Renato Magalhães Gouveia Escritório de Arte;[23]
- 1979 — Tóquio (Japão) — Individual, na Galeria Takashimaya;[23]
- 1979 — Yamagata (Japão) — Individual, na Galeria Onuma;[23]
- 1981 — Porto Alegre RS — Individual, na Galeria Bolsa de Arte;[23]
- 1982 — Bogotá (Colômbia) — Individual, na Galeria Tempora;[23]
- 1982 — Cali (Colômbia) — Individual, no Museu de Arte Moderna de Terturia;[23]
- 1982 — Rio de Janeiro RJ — Individual, na Galeria Bonino;[23]
- 1983 — Bogotá (Colômbia) — Individual, na Galeria San Diego;[23]
- 1983 — São Paulo SP — Individual, na Galeria Choise;[23]
- 1983 — São Paulo SP — Individual, na Galeria Skultura;[23]
- 1985 — Rio de Janeiro RJ — Individual, na Galeria Anna Maria Niemeyer;[23]
- 1986 — Japão — Individual, na Galeria Oishi Fukuoka;[23]
- 1987 — Rio de Janeiro RJ — Individual, na Galeria Anna Maria Niemeyer;[23]
- 1987 — São Paulo SP — Individual, na Galeria Paulo Figueiredo;[23]
- 1990 — São Paulo SP — Individual, na Kate Art Gallery;[23]
- 2001 — São Paulo SP — Esculturas, pinturas, no Conjunto Cultural da Caixa;[23]
- 2002 — São Paulo SP — Individual, na Galeria Múltipla de Arte.[23]

### Exposições Coletivas
- 1963 — Curitiba PR — 20º Salão Paranaense de Belas Artes, na Biblioteca Pública do Paraná;[23]
- 1963 — São Paulo SP — 12º Salão Paulista de Arte Moderna, na Galeria Prestes Maia — medalha de ouro;[23]
- 1963 — São Paulo SP — 2º Salão do Trabalho, na Galeria de Arte das Folhas — 1º prêmio;[23]
- 1963 — São Paulo SP — 7ª Bienal Internacional de São Paulo, na Fundação Bienal;[23]
- 1963 — São Paulo SP — 12º Salão Paulista de Arte Moderna, na Galeria Prestes Maia;[23]
- 1965 — São Paulo SP — 8ª Bienal Internacional de São Paulo, na Fundação Bienal;[23]
- 1965 — Washington DC (Estados Unidos) — Salão Esso de Artistas Latino-Americanos — União Panamericana — 2º prêmio de pintura;[23]
- 1966 — São Paulo SP — Artistas Nipo-Brasileiros, no MAC/USP;[23]
- 1967 — Milão (Itália) — Quartiere delle Botteghe — Prêmio Piazzeta;[23]
- 1967 — São Paulo SP — 9ª Bienal Internacional de São Paulo, na Fundação Bienal;[23]
- 1968 — Belo Horizonte MG — 23º Salão de Belas Artes da Cidade de Belo Horizonte, no MAP;[23]
- 1968 — Campinas SP — 4º Salão de Arte Contemporânea de Campinas, no MACC;[23]
- 1968 — Curitiba PR — 25º Salão Paranaense, na Biblioteca Pública do Paraná;[23]
- 1968 — Salvador BA — 2ª Bienal Nacional de Artes Plásticas, no MAM/BA — Prêmio Governo do Estado;[23]
- 1968 — Santo André SP — 1º Salão de Arte Contemporânea de Santo André, no Paço Municipal;[23]
- 1969 — São Paulo SP — 10ª Bienal Internacional de São Paulo, na Fundação Bienal — Prêmio Banco de Boston/aquisição — Itamarati;[23]
- 1969 — São Paulo SP — 19 Artistas Nipo-Brasileiros, no MAC/USP;[23]
- 1969 — São Paulo SP — 1º Panorama de Arte Atual Brasileira, no MAM/SP;[23]
- 1970 — Assunção (Paraguai) - Missão Cultural Brasileira;[23]
- 1970 — Cali (Colômbia) — 10º Festival de Arte de Cali — sala especial;[23]
- 1970 — Rio de Janeiro RJ — 8º Resumo de Arte JB, no MAM/RJ;[23]
- 1971 — Antuérpia (Bélgica) — 11ª Bienal de Escultura de Middelheim;[23]
- 1971 — Rio de Janeiro RJ — 1ºSalão de Arte da Eletrobrás, no MAM/RJ;[23]
- 1971 — Rio de Janeiro RJ — Exposição de Múltiplos, na Petite Galeria;[23]
- 1971 — Rio de Janeiro RJ — 1º Salão de Arte da Eletrobrás, no MAM/RJ;[23]
- 1972 — Rio de Janeiro RJ — 10º Resumo de Arte JB, no MAM/RJ;[23]
- 1972 — São Paulo SP — 4º Panorama de Arte Atual Brasileira, no MAM/SP — prêmio MAM/SP Objeto;[23]
- 1972 — São Paulo SP — Arte Multiplicada Brasileira, na Multipla de Arte;[23]
- 1972 — São Paulo SP — Arte/Brasil/Hoje: 50 anos depois, na Galeria da Collectio;[23]
- 1974 — Toronto (Canadá) — Doze Artistas Brasileiros, no Museu de Arte Moderna;[23]
- 1975 — Basiléia (Suíça) — Quatro Artistas Brasileiros;[23]
- 1975 — São Paulo SP — 7º Panorama de Arte Atual Brasileira , no MAM/SP;[23]
- 1978 — Penápolis SP — 3º Salão de Artes Plásticas da Noroeste, na Fundação Educacional de Penápolis. Faculdade de Filosofia, Ciências e Letras de Penápolis;[23]
- 1978 — Rio de Janeiro RJ — Escultura Brasileira no Espaço Urbano: 50 anos, na Praça Nossa Senhora da Paz, em Ipanema;[23]
- 1978 — São Paulo SP — 10º Panorama de Arte Atual Brasileira, no MAM/SP;[23]
- 1978 — São Paulo SP — 3 Gerações de Artistas Nipo-Brasileiros, na Galeria Arte Global;[23]
- 1978 — São Paulo SP — O Objeto na Arte: Brasil anos 60, no MAB-FAAP;[23]
- 1980 — Penápolis SP — 4º Salão de Artes Plásticas da Noroeste, na Fundação Educacional de Penápolis. Faculdade de Filosofia, Ciências e Letras de Penápolis — artista convidado;[23]
- 1981 — Guarujá SP — Escultura ao Ar Livre, no Hotel Jequitimar;[23]
- 1981 — Osaka (Japão) — Arte Contemporânea Japonesa e Latino-Americana, no Museu de Arte de Osaka;[23]
- 1981 — Porto Alegre RS — Artistas Brasileiros dos Anos 60 e 70 na Coleção Rubem Knijnik, no Espaço NO Galeria Chaves;[23]
- 1981 — São Paulo SP — 13º Panorama de Arte Atual Brasileira, no MAM/SP;[23]
- 1982 — Bauru SP — 80 Anos de Arte Brasileira;[23]
- 1982 — Marília SP — 80 Anos de Arte Brasileira;[23]
- 1982 — Penápolis SP — 5º Salão de Artes Plásticas da Noroeste, Fundação Educacional de Penápolis. Faculdade de Filosofia, Ciências e Letras de Penápolis;[23]
- 1982 — São Paulo SP — 80 Anos de Arte Brasileira, no MAB-FAAP;[23]
- 1982 — São Paulo SP — Um Século de Escultura no Brasil, no Masp;[23]
- 1983 — Belo Horizonte MG — 80 Anos de Arte Brasileira, na Fundação Clóvis Salgado. Palácio das Artes;[23]
- 1983 — Campinas SP — 80 Anos de Arte Brasileira, no MACC;[23]
- 1983 — Curitiba PR — 80 Anos de Arte Brasileira, no Museu de Arte Contemporânea;[23]
- 1983 — Ribeirão Preto SP — 80 Anos de Arte Brasileira;[23]
- 1983 — Santo André SP — 80 Anos de Arte Brasileira, na Prefeitura Municipal de Santo André;[23]
- 1984 — Fukushima (Japão) — Artistas Consagrados do Norte, no Museu de Arte de Fukushima;[23]
- 1984 — São Paulo SP — Tradição e Ruptura: síntese de arte e cultura brasileiras, na Fundação Bienal;[23]
- 1985 — Penápolis SP — 6º Salão de Artes Plásticas da Noroeste, na Fundação Educacional de Penápolis. Faculdade de Filosofia, Ciências e Letras de Penápolis;[23]
- 1985 — São Paulo SP — 16º Panorama de Arte Atual Brasileira, no MAM/SP;[23]
- 1985 — São Paulo SP — Artistas Japoneses na Coleção do MAC, no MAC/USP;[23]
- 1987 — São Paulo SP — 19ª Bienal Internacional de São Paulo;[23]
- 1987 — São Paulo SP — 20ª Exposição de Arte Contemporânea, na Chapel Art Show;[23]
- 1988 — Belém PA — Herança do Japão: aspectos das artes visuais nipo-brasileiras, na Fundação Rômulo Maiorana;[23]
- 1988 — Brasília DF — Herança do Japão: aspectos das artes visuais nipo-brasileiras;[23]
- 1988 — Curitiba PR — Herança do Japão: aspectos das artes visuais nipo-brasileiras, no MAC/PR;[23]
- 1988 — Manaus AM — Herança do Japão: aspectos das artes visuais nipo-brasileiras, na Pinacoteca do Estado;[23]
- 1988 — Porto Alegre RS — Herança do Japão: aspectos das artes visuais nipo-brasileiras, no Margs;[23]
- 1988 — Recife PE — Herança do Japão: aspectos das artes visuais nipo-brasileiras, na Fundação Joaquim Nabuco;[23]
- 1988 — São Paulo SP — 19º Panorama de Arte Atual Brasileira, no MAM/SP;[23]
- 1988 — São Paulo SP — 80 Anos da Imigração Japonesa no Brasil, no Masp;[23]
- 1988 — São Paulo SP — Coletiva, na Skultura Galeria de Arte;[23]
- 1988 — São Paulo SP — Herança do Japão: aspectos das artes visuais nipo—brasileiras, no MAB-Faap;[23]
- 1988 — São Paulo SP — Kaiatakusha — Pioneiros da Arte Nipo-Brasileira, no Caesar Park Hotel;[23]
- 1988 — São Paulo SP — Vida e Arte dos Japoneses no Brasil, no Masp;[23]
- 1989 — Rio de Janeiro RJ — Herança do Japão: aspectos das artes visuais nipo-brasileiras, no MNBA;[23]
- 1989 — São Paulo SP — 20ª Bienal Internacional de São Paulo, na Fundação Bienal;[23]
- 1991 — Recife PE — Coletiva, no Escritório de Arte Guilherme Eustáchio;[23]
- 1991 — São Paulo SP — De Caos a Cosmos, na Skultura Galeria de Arte;[23]
- 1993 — São Paulo SP — Aviação e Arte, no Espaço Cultural do Aeroporto de Congonhas;[23]
- 1993 — São Paulo SP — Exposição Luso-Nipo-Brasileira, no MAB-FAAP;[23]
- 1993 — São Paulo SP — Obras para Ilustração do Suplemento Literário: 1956 — 1967, no MAM/SP;[23]
- 1993 — São Paulo SP — Portugal-Japão: mares navegados, no MAB-FAAP;[23]
- 1994 — São Paulo SP — Bienal Brasil Século XX, na Fundação Bienal;[23]
- 1995 — Brasília DF — Sete Samurais da Arte Brasileira, na LBV;[23]
- 1995 — Niigata (Japão) — Exposição dos Pintores Nipo-Brasileiros Contemporâneos, no The Niigata Prefectual Museum of Modern Art;[23]
- 1995 — Tokushima (Japão) — Exposição dos Pintores Nipo-Brasileiros Contemporâneos, no Centro Cultural de Tokushima;[23]
- 1996 — Gifu (Japão) — Exposição dos Pintores Nipo-Brasileiros Contemporâneos, no The Museum of Fine Art Gifu;[23]
- 1996 — São Paulo SP — Exposição dos Pintores Nipo-Brasileiros Contemporâneos, no Masp;[23]
- 1996 — Tóquio (Japão) — Exposição dos Pintores Nipo-Brasileiros Contemporâneos, no Azabu Art Museum;[23]
- 1997 — Jacareí SP — Exposição dos Pintores Nipo-Brasileiros Contemporâneos, na Oficina de Artes Santa Helena;[23]
- 1997 — São Paulo SP — Diversidade da Escultura Contemporânea Brasileira, na Avenida Paulista;[23]
- 1997 — São Paulo SP — Quatro Matérias, na Skultura Galeria de Arte;[23]
- 1998 — Belo Horizonte MG — Mostra Internacional Itinerante Japão-Brasil, na Fundação Clóvis Salgado. Palácio das Artes;[23]
- 1998 — Ipatinga MG — Mostra Internacional Itinerante Japão-Brasil;[23]
- 1998 — São Paulo SP — Traços e Formas, na Jo Slaviero Galeria de Arte;[23]
- 1999 — Brasília DF — Mostra Internacional Itinerante Japão-Brasil, no Ministério das Relações Exteriores;[23]
- 1999 — São Paulo SP — Mostra Internacional Itinerante Japão-Brasil, no Masp;[23]
- 2000 — São Paulo SP — Escultura Brasileira: da Pinacoteca ao Jardim da Luz, na Pinacoteca do Estado;[23]
- 2000— São Paulo SP — 29º Salão Bunkyo, na Sociedade Brasileira de Cultura Japonesa;[23]
- 2001 — Porto Alegre RS — Coleção Liba e Rubem Knijnik: arte brasileira contemporânea, no Margs;[23]
- 2001 — São Paulo SP — 4 Décadas, na Nova André Galeria;[23]
- 2001 — São Paulo SP — Arte Nipo-Brasileira: momentos, na Galeria Euroart Castelli;[23]
- 2002 — Porto Alegre RS — Desenhos, Gravuras, Esculturas e Aquarelas, na Garagem de Arte;[23]
- 2003 — Rio de Janeiro RJ — Projeto Brazilianart, no Almacén Galeria de Arte;[23]
- 2004 — São Paulo SP — Gesto e Expressão: o abstracionismo informal nas coleções JP Morgan Chase e MAM, no MAM/SP.[23]